# Customised Applications for Mobile networks Enhanced Logic
Pour les articles homonymes, voir CAMEL.
Customised Applications for Mobile networks Enhanced Logic, ou CAMEL (ETSI TS 123 078), est un ensemble de standards pour le réseau GSM ou UMTS. Ils permettent aux opérateurs de télécommunication de définir des services intelligents.